# ميريديث إل. باترسون
ميريديث إل. باترسون (بالإنجليزية: Meredith L. Patterson)‏ (و. 1977  م) هي لغوية، وعَالِمَة حاسوب، ومهندسة، وكاتبة خيال علمي، وروائية، وكاتِبة أمريكية.